# Karl Johannes Wieding
Karl Johannes Friedrich Wilhelm Wieding (* 1. September 1825 in Tondern; † 24. Oktober 1887 in Kiel) war ein deutscher Rechtswissenschaftler.

## Leben
Wieding war der Sohn eines 1850 verstorbenen Advokaten und späteren Gerichtsschreibers in Tondern. Sein Abitur legte er am Gymnasium von Hadersleben ab. Er studierte ab 1846 an der Christian-Albrechts-Universität Rechtswissenschaft und wurde Mitglied des Corps Saxonia Kiel. Zur Zeit der Schleswig-Holsteinischen Erhebung kämpfte er ab 1848 in der Schleswig-Holsteinischen Armee, zuletzt als Secondeleutnant. Nach dem (verlorenen) Krieg setzte er sein Studium an der Georg-August-Universität Göttingen fort. Nach den Examen zunächst Sekretär in Flensburg, musste er diese Stellung jedoch wegen seiner deutschen Einstellung, mit der er Widerspruch zu der dänischen Verwaltung geriet, wieder aufgeben. So wurde er 1857 an der Friedrich-Wilhelms-Universität zu Berlin zum Dr. iur. promoviert. 1861 folgte er dem Ruf der Königlichen Universität zu Greifswald als o. Professor der Rechte. 1867, drei Jahre nach dem (siegreichen) Deutsch-Dänischen Krieg, wechselte er auf den Lehrstuhl der Universität Kiel. 1880 wurde er ihr Rektor.

## Schriften
- Die Transmission Justinian’s, insbesondere das Wissen und Nichtwissen des transmittirenden Erben, Leipzig 1859
- Der justinianeische Libellprozeß, Wien 1865
- Die Prätensionen auf die Herzogthümer Schleswig-Holstein. Ein Rechtsgutachten, Greifswald 1865
- Zur Rechtsstellung und Verfassung der Christian Albrechts-Universität in Kiel seit ihrer Errichtung, Rektoratsrede, Kiel 1880

## Ehrungen
- Armee-Erinnerungskreuz 1848–49 (Schleswig-Holstein)
- Roter Adlerorden IV. Klasse